# Joana Magdalena de Hanau-Lichtenberg
Joana Magdalena de Hanau-Lichtenberg (en alemany Johanna Magdalena von Hanau-Lichtenberg) va néixer a Rheinau (Alemanya) el 18 de desembre de 1660 i va morir a Hanau el 21 d'agost de 1715. Era la filla del comte Joan Reinhard II de Hanau-Lichtenberg (1628-1666) i d'Anna Magdalena de Birkenfeld-Bischweiler (1640-1693).

## Matrimoni i fills
El 13 de desembre de 1685 es va casar a Badenhausen amb Joan Carles August de Leiningen-Dagsburg-Falkenburg (1662-1698), fill de Jordi Guillem (1636-1672) i d'Anna Elisabet de Daun-Falkenstein (1636-1685). El matrimoni va tenir set fills:
- Anna Dorotea, nascuda i morta el 1687.
- Alexandrina Caterina (1688-1708).
- Sofia Magdalena (1691-1727), casada amb Joan Carles de Salm-Grumbach (1686-1740).
- Guillem Cristià Reinhard, nascut i mort el 1693.
- Maria Cristina (1692-1734), casada primer amb el príncep Cristòfol de Baden-Durlach (1684-1723), i després amb Joan Guillem de Saxònia Eisenach (1666-1729).
- Cristià Carles (1695-1766), casat amb Caterina Polyxena de Solms-Rodelheim (1702-1765).
- Joan Lluís (1697-1742), casat amb Sofia Elionor de Leiningen (1710-1768).